# Corps de moulure
Un corps de moulures est un ornement à profil complexe, composé d'un assemblement de profils élémentaires ou moulures. L'alternance de moulures creuses, de moulures plates et de leurs contre-profils va permettre la création d'un ensemble plus ou moins complexe.